# Pieter Nicolaas van Eyck

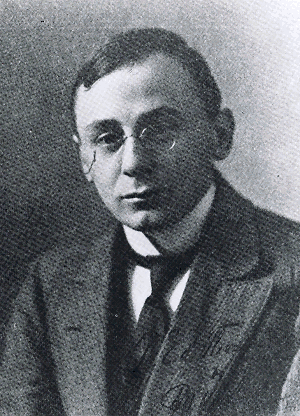
P.N. van Eyck (1914)

Pieter Nicolaas van Eyck (* 1. Oktober 1887 in Breukelen; † 10. April 1954 in Wassenaar) war ein niederländischer Schriftsteller, Lyriker, Kritiker und Literaturhistoriker.
Pieter van Eyck wurde am 8. November 1935 Professor für niederländische Literatur und Philosophie an der Universität Leiden, wobei seine Vorlesungen niederländische Literatur, Geschichte und Ästhetische Kritik behandelten. Er war mit Nelly Estelle Benjamins (1891–1971) verheiratet; einer ihrer Söhne ist der niederländische Architekt Aldo van Eyck.
Seit 1946 war er Mitglied der Königlich Niederländischen Akademie der Wissenschaften.

## Werke (Auswahl)
- De getooide doolhof (1909)
- Uitzichten (1912)
- Inkeer (1922)
- De tuinman en de dood (1926)[2]
- Herwaarts. Gedichten (1939)

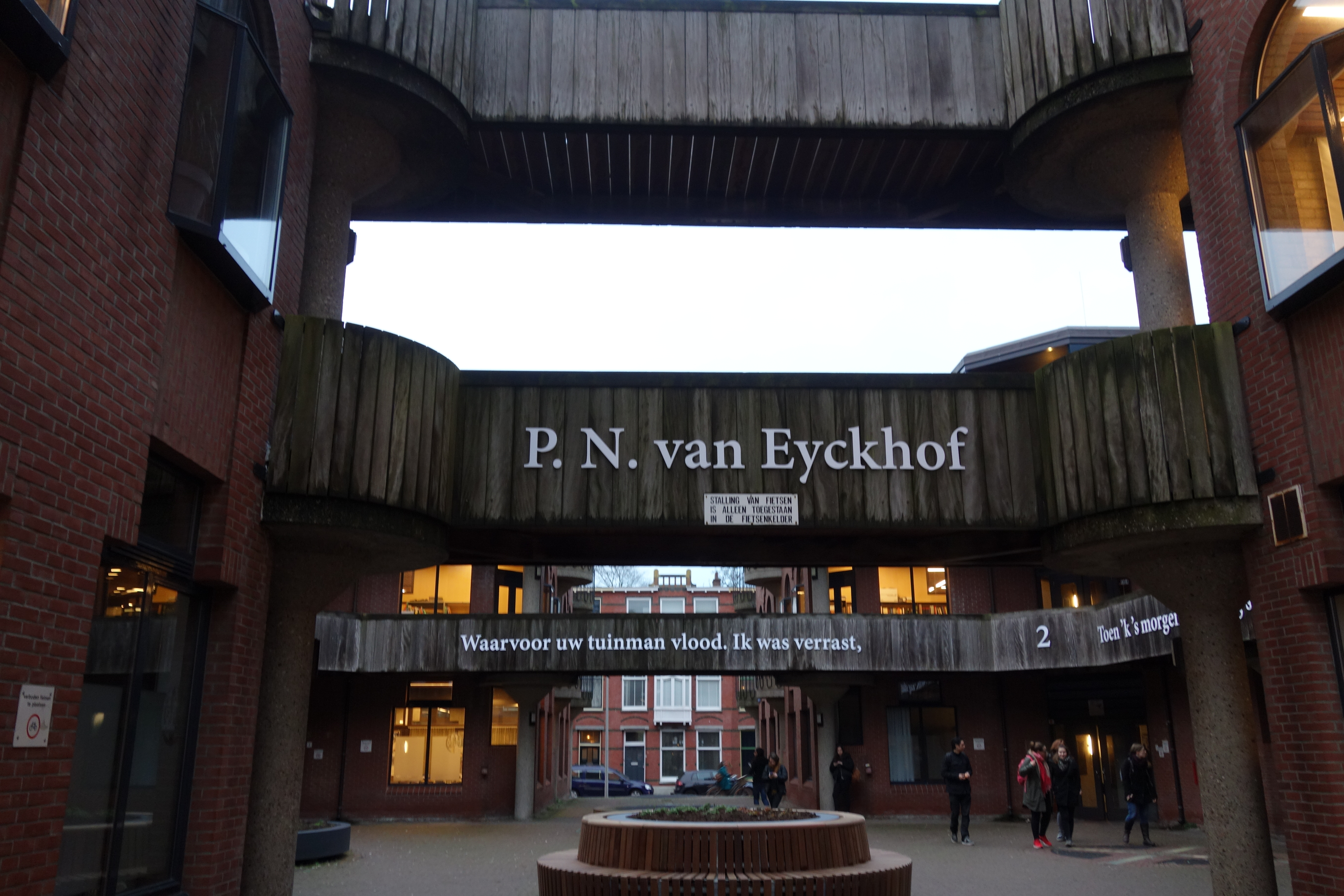
P.N. van Eyckhof (Leiden)

- Herwaarts. Gedichten 1920–45 (1949)